# Гонсалес, Марио Вальтер
Ма́рио Ва́льтер Гонса́лес (исп. Mario Walter Gonzáleza; 27 мая 1950, Уругвай или Монтевидео — 2 ноября 2019) — уругвайский футболист, участник чемпионата мира по футболу 1974 года, играл на позиции защитника.

## Биография

### Клубная карьера
В 1968 году Гонсалес присоединился к клубу «Пеньяроль», за который играл практически всю футбольную карьеру. В составе этой команды Гонсалес шесть раз становился чемпионом страны, а также четыре раза выигрывал Лигилью. В 1970 году «Пеньяроль» вышел в финал Кубка Либертадорес, где по сумме двух матчей уступил аргентинскому «Эстудиантесу». В первом матче Гонсалес получил красную карточку за грубый приём против Хуана Рамона Верона.
В 1979 году Гонсалес перешёл в аргентинский клуб «Чакарита Хуниорс», в котором он завершил карьеру игрока, отыграв в команде один сезон.

### Карьера в сборной
В составе сборной Уругвая Гонсалес принимал участие на чемпионате мира 1974 года, но на турнире на поле так и не вышел. Принимал участие на Кубке Америки 1975 года, на котором уругвайцы дошли до полуфинала и по сумме двух матчей проиграли сборной Колумбии со счётом 3:1.
Всего за сборную Уругвая сыграл 16 матчей, в которых не отметился забитыми мячами.

### Смерть
Скончался 2 ноября 2019 года в возрасте 69 лет

## Достижения
«Пеньяроль»
- Чемпион Уругвая (6) : 1968, 1973, 1974, 1975, 1978, 1979
- Победитель Лигильи Уругвая (4): 1974, 1975, 1977, 1978